# Тымчик, Кирилл Яковлевич
Кирилл Яковлевич Тымчик (14 июля 1903, село Низшая Крапивна, теперь Немировского района Винницкой области — 21 декабря 1975, город Киев) — советский военный деятель, генерал-майор. Депутат Верховного Совета УССР 4-го созыва.

## Биография
Родился в бедной крестьянской семье. Батрачил, работал на железнодорожной станции.
С 1925 года — в рядах Красной армии. Командовал ротой, батальоном.
Член ВКП(б) с 1926 года.
В сентябре 1939 года принимал участие в присоединении Западной Украины.
С апреля 1941 года командовал 651-м горно-стрелковым полком. Участник Великой Отечественной войны с июня 1941 года. В октябре 1941—1942 года — командир 1051-го стрелкового полка 300-й стрелковой дивизии Сталинградского фронта. В 1942 — феврале 1943 года — заместитель командира 300-й стрелковой дивизии 2-й гвардейской армии Южного фронта.
8 февраля — 16 апреля 1943 года — командир 300-й стрелковой дивизии 2-й гвардейской армии. 16 апреля 1943 — 2 февраля 1946 года — командир 87-й гвардейской стрелковой дивизии.
В 1944 году, дивизия участвовала в Шауляйской, Мемельской и первой Восточнопрусской наступательных операциях.
В 1945 дивизия участвовала во второй Восточно-Прусской наступательной операции (Инстербургско — Кенигсбергская операция, Штурм Кенигсберга, Земландская наступательная операция).
Под Хайде — Вальдбургом (ныне Прибрежный) в начале февраля 1945 года, когда окруженные у Бальги немцы прорывались к Кенигсбергу, комдив генерал Кирилл Тымчик и майор Артыщук лично собрали остатки рот 262 — го стрелкового полка, добавили человек 60 из резерва и повели бойцов в контратаку. Генерал в шинели, на шее автомат, в правой руке пистолет. В жесточайшей рукопашной схватке наши сбросили остатки рот немцев за речку Коргау..
Был участником Парада Победы 24 июня 1945 года в Москве. После войны продолжал службу в Советской армии.
В январе 1946 — мае 1948 года — слушатель Военной академии Генерального штаба.
В мае 1948 — декабре 1950 года — командир 59-й гвардейской стрелковой дивизии Одесского военного округа (город Тирасполь).
В декабре 1950 — октябре 1953 года — командир 95-й гвардейской стрелковой дивизии Центральной группы советских войск (город Вена, Австрия).
В октябре 1953 — августе 1957 года — командир 115-й гвардейской стрелковой дивизии 14-го гвардейского стрелкового корпуса Киевского военного округа (город Днепропетровск).
В августе 1957 — апреле 1960 года — заместитель председателя — начальник секции боевой и технической подготовки Украинской республиканской организации Всесоюзного Добровольного общества содействия армии, авиации и флоту (ДОСААФ).
С апреля 1960 года — в отставке.

## Звание
- майор
- подполковник
- полковник
- генерал-майор (2.11.1944)

## Награды
- два ордена Ленина
- три ордена Красного Знамени (16.08.1942,)
- орден Кутузова II степени (17.09.1943)
- орден Суворова II степени (16.05.1944)
- орден Отечественной войны I степени (5.04.1943)
- орден Красной Звезды
- медаль «За оборону Сталинграда»
- медаль «За победу над Германией в Великой Отечественной войне 1941—1945 годов»
- медаль «За взятие Кенигсберга»
- медали
- почетный гражданин города Цюрупинск (Олешка)